# Diosma pilosa
Diosma pilosa är en vinruteväxtart som beskrevs av I. Williams. Diosma pilosa ingår i släktet Diosma och familjen vinruteväxter. Inga underarter finns listade i Catalogue of Life.